# Jakobitsko nasljeđe
Jakobitsko je nasljeđe linija po kojoj je išla pretenzija na englesku, škotsku i irsku (te francusku) krunu, nakon bijega kralja Jakova II. i VII. iz Londona u vrijeme Slave revolucije. Jakovu i njegovim jakobitskim nasljednicima tradicionalno se nazdravljalo kao "Kralju preko vode". Nakon smrti Jakovljeva unuka, Henrika Benedikta Stuarta, 1807. godine, nitko od nominalnih jakobitskih "nasljednika" nije polagao pravo na Englesku i Škotsku, ili uvrstio engleski i škotski grb u svoj vlastiti grb.

## Dinastija Stuart
Stuarti koji su polagali pravo na prijestolja Engleske, Škotske, Irske i Francuske nakon Slavne revolucije iz 1688., bili su:
| Pretendent i datum | Portret | Rođenje                                                                                | Ženidbe                                                                           | Smrt                                                   |
| --- | ------- | -------------------------------------------------------------------------------------- | --------------------------------------------------------------------------------- | ------------------------------------------------------ |
| Jakov II. i VII. 11. prosinca 1688. – 16. rujna 1701.                                                                   |         | 14. listopada 1633. palača sv. Jakova sin Karla II. i Henriete Marije Francuske        | Lady Anne Hyde 3. rujna 1660. 8 djece Marija Modenska 21. studenoga 1673. 7 djece | 16. rujna 1701. dvorac Saint-Germain-en-Laye 67 godina |
| Jakov Franjo Edvard Stuart ("Jakov III. i VIII.") ("Stari Pretendent") 16. rujna 1701.– 1. siječnja 1766.               | James   | 10. lipnja 1688. palača sv. Jakova sin Jakova II. i VII. i Marije Modenske             | princeza Klementina Sobjeska 3. rujna 1719. 2 djece                               | 1. siječnja 1766. palača Muti 77 godina                |
| Karlo Eduard Stuart ("Karlo III.") ("Mladi Pretendent") ("Bonnie Prince Charlie") 1. siječnja 1766.– 31. siječnja 1788. | Charles | 31. prosinca 1720. palača Muti sin Jakova Franje Eduarda Stuarta i Klementine Sobjeska | princeza Lujza od Stolberg-Gederna 28. ožujka 1772. bez djece (2 nezakonite)      | 31. siječnja 1788. palača Muti 67 godina               |
| Henrik Benedikt Stuart ("Henrik IX. i I.") ("kardinal vojvoda od Yorka") 31. siječnja 1788.– 13. srpnja 1807.           | Henry   | 11. ožujka 1725. Rim sin Jakova Franje Eduarda Stuarta i Klementine Sobjeske           | Kardinal. Nije se ženio.                                                          | 13. srpnja 1807. Frascati 82 godine                    |

Nakon Henrikove smrti, nasljeđe je prešlo na drugu dinastiju, i nitko od jakobitskih nasljednika nakon toga nije polagao pravo na englesko i škotsko prijestolje, niti uvrstio engleski i škotski grb u svoj vlastiti grb.

## Savojska dinastija
Karlo Emanuel IV. bio je potomak Karla I. preko njegove najmlađe kćeri Henriete Ane. Njezina kći Ana Marija Orleanska udala se za Viktora Amadea II. Sardinskoga, te je Karlo Emanuel IV. bio praunuk kraljice Ane Marije, po muškoj liniji.
| Pretendent i datum                                                                          | Portret             | Rođenje                                                                                   | Ženidbe                                                                                 | Smrt                                    |
| ------------------------------------------------------------------------------------------- | ------------------- | ----------------------------------------------------------------------------------------- | --------------------------------------------------------------------------------------- | --------------------------------------- |
| Karlo Emanuel IV. Sardinski ("Karlo IV.") 13. srpnja 1807.– 6. listopada 1819.              | Charles Emmanuel IV | 24. svibnja 1751. Torino sin Viktora Amadea III. i Marije Antonije Burbonske              | princeza Marija Klotilda Francuska 1775. bez djece                                      | 6. listopada 1819. Rim 68 godina        |
| Viktor Emanuel I. Sardinski ("Viktor") 6. listopada 1819.– 10. siječnja 1824.               | Victor Emmanuel I   | 24. srpnja 1759. Torino sin Viktora Amadea III. i Marije Antonije Burbonske               | nadvojvotkinja Marija Tereza od Austrije-Este (1773. – 1832.) 21. travnja 1789. 7 djece | 10. siječnja 1824. Moncalieri 65 godina |
| princeza Marija Beatrica Savojska ("Marija III. i II.") 10. siječnja 1824.– 15. rujna 1840. |                     | 6. prosinca 1792. kći Viktora Emanuela I. i nadvojvotkinje Marije Tereze od Austrije-Este | Franjo IV., modenski vojvoda 20. lipnja 1812. 4 djece                                   | 15. rujna 1840. 48 godina               |

## Dinastija Austrija-Este
| Pretendent i datum                                                                                        | Portret | Rođenje                                                                                               | Ženidbe                                               | Smrt                                |
| --- | ------- | --- | ----------------------------------------------------- | ----------------------------------- |
| Franjo V., modenski vojvoda ("Franjo I.") 15. rujna 1840.– 20. studenoga 1875.                            |         | 1. lipnja 1819. Modena sin Marije Beatrice Savojske i Franje IV., modenskoga vojvode                  | princeza Adelgunda Bavarska 30. ožujka 1842. 1 dijete | 20. studenoga 1875. Beč 56 godina   |
| nadvojvotkinja Marija Tereza od Austrije-Este ("Marija IV. i III.") 20. studenoga 1875.– 3. veljače 1919. |         | 2. srpnja 1849. Brno kći nadvojvode Ferdinanda od Austrije-Este i nadvojvotkinje Elizebete Austrijske | Ludvig III. Bavarski 20. veljače 1868. 13 djece       | 3. veljače 1919. Chiemgau 69 godina |

## Dinastija Wittelsbach
| Pretendent i datum                                                                               | Portret | Rođenje                                                                                             | Ženidbe | Smrt                                           |
| ------------------------------------------------------------------------------------------------ | ------- | --------------------------------------------------------------------------------------------------- | --- | ---------------------------------------------- |
| Rupprecht, bavarski prijestolonasljednik ("Robert I. i IV.") 3. veljače 1919.– 2. kolovoza 1955. |         | 18. svibnja 1869. München sin Marije Tereze od Austrije-Este i Ludviga III. Bavarskog               | vojvotkinja Marija Gabriela u Bavarskoj 10. srpnja 1900. München 4 djece princeza Antonija Luksemburška 7. travnja 1921. Lenggries 6 djece | 2. kolovoza 1955. dvorac Leutstetten 86 godina |
| Albrecht, bavarski vojvoda ("Albert") 2. kolovoza 1955.– 8. srpnja 1996.                         |         | 3. svibnja 1905. München sin Rupprechta, bavarskog prijestolonasljednika i Marije Gabriele Bavarske | grofica Marija Drašković Trakošćanska 1930. 4 djece grofica Marie-Jenke Keglević Buzinska 1971. bez djece                                  | 8. srpnja 1996. dvorac Berg 91 godina          |
| Franz, bavarski vojvoda ("Franjo II.") 8. srpnja 1996.– sada                                     |         | 14. srpnja 1933. München sin Albrechta, bavarskoga vojvode i grofice Marije Drašković Trakošćanske  | neoženjen |                                                |

### Nasljednici Franza, bavarskoga vojvoda
Nasljednik Franza, bavarskoga vojvoda, je njegov mlađi brat
- princ Max, vojvoda u Bavarskoj; potom njegova kći
  - Sofija, lihtenštajnska prijestolonasljednica; te zatim njezin najstariji sin
    - princ Joseph Wenzel Lihtenštajnski, rođen 24. svibnja 1995. u Londonu – prvi nasljednik u jakobitskoj liniji rođen na Britanskom otočju nakon Jakova III. i VIII., Staroga Pretendenta, 1688.

## Vanjske poveznice
The Jacobite Heritage